# 聖沛黎洛
聖沛黎洛礦泉水（義大利語：San Pellegrino，簡寫為S. Pellegrino），也称圣培露，是一個意大利的礦泉水品牌，生產地在意大利伦巴第大区的貝加莫省。
在意大利之外，聖沛黎洛被以奢侈品之定位行銷。自1997年以來，雀巢公司擁有這個品牌並將其產品出口到歐洲、美洲、澳大利亞、和中東、以及日本、台灣、香港等大多數國家與地區。

## 歷史
聖沛黎洛礦泉水已經生產超過一百年。

## 外部連結
- S.Pellegrino Official website （页面存档备份，存于）
- San Pellegrino Fruit Beverages
- Aquadiv （页面存档备份，存于）
- Nestlé's description of S.Pellegrino （页面存档备份，存于）
- Sanpellegrino Chinò website （页面存档备份，存于） （義大利語）
- Fine Dining Lovers by S.Pellegrino & Acquapanna Company Webmagazine （页面存档备份，存于）